# Herman Tillemans
Herman Tillemans MSC (* 31. Juli 1902 in Grave; † 23. August 1975 in Merauke) war ein niederländischer Ordensgeistlicher und römisch-katholischer Erzbischof von Merauke.

## Leben
Herman Tillemans trat der Ordensgemeinschaft der Herz-Jesu-Missionare bei und empfing am 19. August 1928 das Sakrament der Priesterweihe.
Am 25. Juni 1950 ernannte ihn Papst Pius XII. zum Titularbischof von Berissa und zum Apostolischen Vikar von Merauke. Der Apostolische Vikar von Manado, Nicolas Verhoeven MSC, spendete ihm am 5. November desselben Jahres die Bischofsweihe. Als Presbyter assistens wirkte der Apostolische Präfekt von Hollandia, Oscar Cremers OFM. Herman Tillemans wählte den Wahlspruch Omnia ad Jesum („Alles für Jesus“). Er nahm an allen vier Sitzungsperioden des Zweiten Vatikanischen Konzils teil.
Tillemans wurde am 15. November 1966 infolge der Erhebung des Apostolischen Vikariats Merauke zum Erzbistum erster Erzbischof von Merauke. Papst Paul VI. nahm am 26. Juni 1972 das von Herman Tillemans vorgebrachte Rücktrittsgesuch an.